# Salvatore Raiti
Salvatore Raiti (11 de janeiro de 1965) é um político italiano.
Nascido em Catânia, foi eleito para a Câmara dos Deputados nas eleições legislativas italianas de 2006 enquanto filiado ao partido Itália dos Valores. A meio da sua única legislatura, Raiti ingressou no Partido Democrata em setembro de 2007.